# Theodor Mortensen
Ole Theodor Jensen Mortensen (født 22. februar 1868 i Harløse, død 3. april 1952 på Frederiksberg) var en dansk zoolog.
Mortensen tog artium 1885, teologisk embedseksamen 1890, men begyndte derpå at studere zoologi. Han var 1894 assistent ved det zoologiske institut i Giessen og tog 1895 magisterkonferensen. 1895—97 var han ansat som assistent ved Dansk biologisk Station, 1897 disputerede han for den filosofiske doktorgrad med afhandlingen Systematiske Studier over Echinodermlarver, 1902—1917|17 var hanassistent først ved Zoologisk Studiesamling og senere ved Zoologisk Museum; 1917 ansatteshan endelig som inspektor ved museets 2. afdeling.
Hans videnskabelige arbejdsfelt var frem for alt echinodermerne, og gennem en anselig række rigt illustrerede publikationer, for eksempel Echinoidea, I—II i Ingolf-ekspeditionens resultater, Echinoidea fra Siam-ekspeditionen 1899—1900, Studies on the development of Crinoids (1920) samt Development and larval forms of Echinoderms (1921) har han for længst vundet sig internationel ry som en af de ledende forskere på dette område. Blandt hans arbejder over andre dyregrupper kan nævnes bearbejdelsen af de nordiske ribbegopler (1912) i Ingolf-ekspeditionen; heri findes den smukke monografi af den stærkt afvigende form Tjalfiella. Endelig bør omtales hans Undersøgelser over vor almimdelige Rejes Biologi (1897).
Mortensen var en fortræffelig samler, der ikke blot som få var velkendt med dansk havfauna, men som også på forskellige lange rejser — til Siam, til Vestindien, til Stillehavet og til Ostindien — har skaffet sig selv og museet et storartet undersøgelsesmateriale. Hans interesse for studier i naturen gjorde ham til ivrig talsmand for oprettelsen af et dansk marint laboratorium.